# Cervenia (gmina)
Cervenia – gmina w Rumunii, w okręgu Teleorman. Obejmuje tylko jedną miejscowość Cervenia. W 2011 roku liczyła 3190 mieszkańców. 